# Penzberg

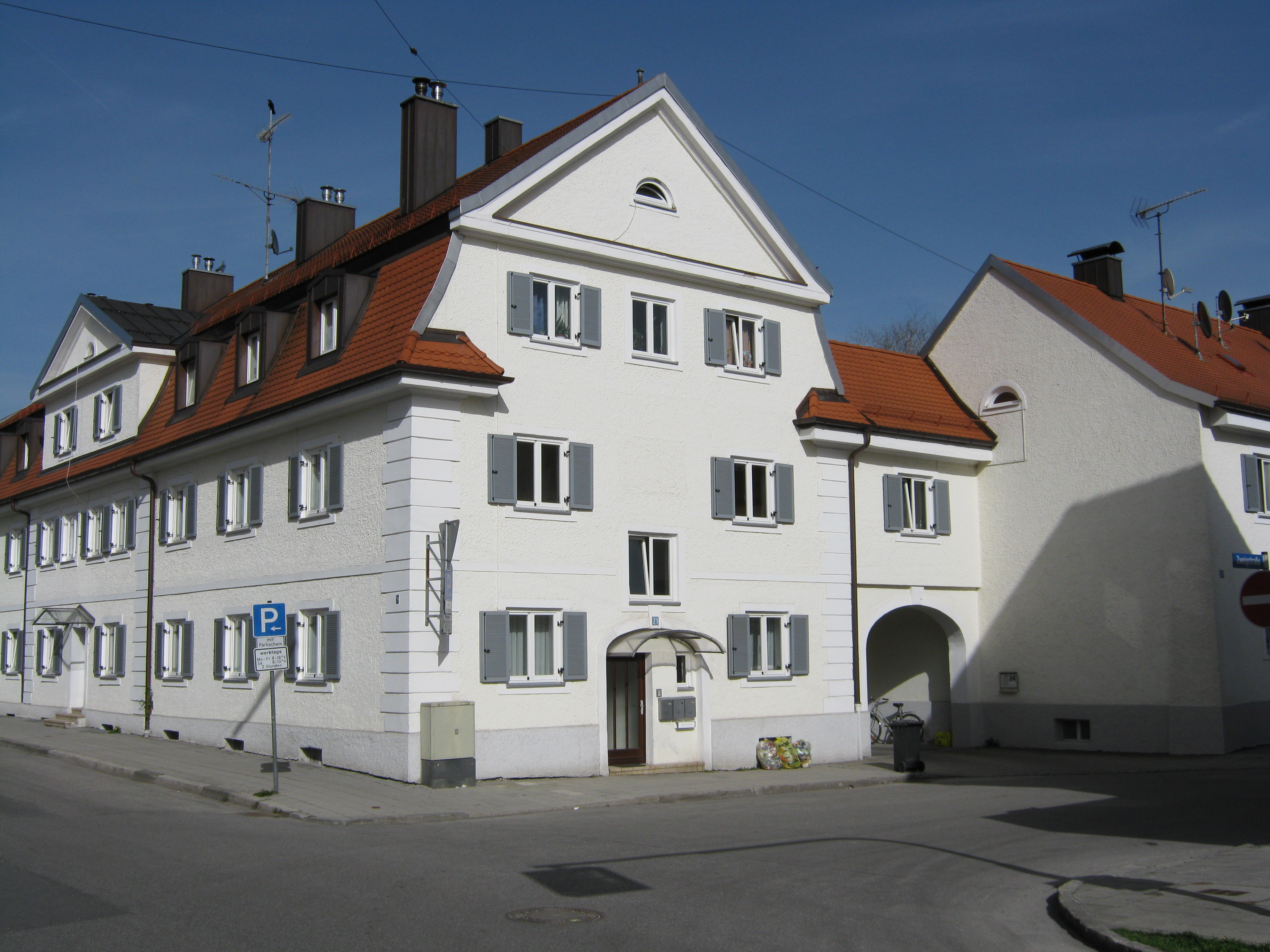
Penzberg

Penzberg este un oraș din districtul Weilheim-Schongau, regiunea administrativă Bavaria Superioară, landul Bavaria, Germania.